# دار سيباستيان والحديقة المحيطة بها
 دار سيباستيان والحديقة المحيطة بها  هو معلم أثري تونسي مصنف من قبل المعهد الوطني للتراث يقع في ولاية نابل في الشمال التونسي، تحديدا في مدينة الحمامات تم تصنيف المعلم في يوم 15 جانفي 2001 .

## مقالات ذات صلة
- قائمة المعالم الأثرية المصنفة في تونس